# Nicolet (ancienne circonscription fédérale)
Pour les articles homonymes, voir Nicolet (homonymie).
Nicolet fut une circonscription électorale fédérale située dans le Centre-du-Québec au Québec, représentée de 1867 à 1935.
C'est l'Acte de l'Amérique du Nord britannique de 1867 qui créa ce qui fut appelé le district électoral de Richelieu. Abolie en 1933, elle fut redistribuée parmi les circonscriptions de Lotbinière et de Nicolet—Yamaska.

## Géographie
En 1867, la circonscription de Yamaska était délimitée au nord-est par la circonscription de Québec et de Trois-Rivières.
La circonscription comprenait:
- Le canton d'Aston
- Les paroisses de Nicolet, Saint-Célestin, Saint-Pierre, Gentilly, Sainte-Gertrude, Bécancour, Saint-Grégoire et Sainte-Monique

## Députés
1. 1867-1877 — Joseph Gaudet, Conservateur
2. 1877¹-1884 — François-Xavier-Ovide Méthot, Conservateur indépendant
3. 1884¹-1888 — Athanase Gaudet, Conservateur nationaliste
4. 1888¹-1891 — Fabien Boisvert, Conservateur indépendant
5. 1891-1896 — Joseph-Hector Leduc, Libéral
6. 1896-1897 — Fabien Boisvert, Conservateur (2)
7. 1897¹-1900 — Joseph-Hector Leduc, Libéral (2)
8. 1900-1904 — Georges Ball, Conservateur
9. 1904-1906 — Rodolphe Lemieux, Libéral
10. 1906¹-1907 — Charles Ramsay Devlin, Libéral
11. 1907¹-1911 — Gustave-Adolphe Turcotte, Libéral
12. 1911-1917 — Paul-Émile Lamarche, Conservateur
13. 1917-1923 — Arthur Trahan, Libéral
14. 1923¹-1930 — Joseph-Félix Descoteaux, Libéral
15. 1930-1935 — Lucien Dubois, Libéral

- ¹ = Élections partielles